# 奥林匹克运动会科摩罗代表团
葛摩於1996年首次參與奥林匹克运动会，此後每屆夏季奥林匹克运动会都有參與。該國未曾參與過冬季奥林匹克运动会，且未曾獲得任何奧運獎牌。
葛摩的國家奧林匹克委員會成立於1979年，並於1993年獲得国际奥林匹克委员会承認。